# Blaenavon
Blaenavon (kymriska: Blaenafon) är en ort och community i Storbritannien.   Den ligger i kommunen Torfaen och riksdelen Wales, i den södra delen av landet, 210 km väster om huvudstaden London. Den ligger vid platsen där floden Lwyd har sin källa.
Blaenavon växte upp runt ett järnverk som öppnades år 1788. Detta blev fyllt av stål- och kolgruveindustri, och folkmängden nådde på en tidpunkt upp till 20 000 invånare. Efter att järnverket stängde år 1900 och kolgruvan år 1980 har befolkningen minskat.
Samhället har ett gruvmuseum, och det industriella landskapet är ett av Wales världsarv.